# Don S. Davis
Don Sinclair Davis, conosciuto professionalmente come Don S. Davis o Don Davis (Aurora, 4 agosto 1942 – Gibsons, 29 giugno 2008), è stato un attore statunitense.

## Giovinezza e educazione
Davis nacque e crebbe ad Aurora (Missouri). Durante la sua formazione scolastica ottenne un Bachelor of Science in teatro ed arte alla Missouri State University, dove si appassionò per il mondo dello spettacolo ed iniziò seriamente a prendere in considerazione l'idea di fare carriera in televisione . Tuttavia l'avvento della Guerra del Vietnam, lo spinse ad arruolarsi volontario nell'esercito americano e servì principalmente presso il settimo plotone di fanteria, in Corea. Si congedò dall'Esercito degli Stati Uniti con onore, quando era di stanza alla base militare di Fort Leonard Wood con il grado di capitano. L'esperienza lì fu molto utile successivamente nella carriera di attore, avendo servito oltre che in diversi settori logistici dell'esercito, anche a contatto diretto con gli alti ufficiali della gerarchia militare, compreso diversi generali, che lì rese più semplice ed autentica l'interpretazione dei ruoli come militare in diverse produzioni.
Nel 1970 ottenne la Laurea magistrale in teatro alla Southern Illinois University Carbondale e cominciò a lavorare nell'industria cinematografica negli anni ottanta mentre insegnava all'Università della Columbia Britannica. Nel 1987 smise di insegnare per fare l'attore a tempo pieno.

## Carriera
Davis è conosciuto principalmente per la sua interpretazione nei panni del generale George Hammond nella serie televisiva Stargate SG-1 (1997-2007), e precedentemente per l'interpretazione del maggiore Garland Briggs nella serie televisiva I segreti di Twin Peaks (1990-1991). In un'intervista disse di aver ottenuto il ruolo come Briggs quando viveva a Vancouver, all'epoca sede di importanti produzione televisive con cui Davis sperava di poter fare esperienza. Tuttavia, a causa del suo particolare forte accento del Profondo Sud (cioè il dialetto inglese parlato negli stati meridionali dell'Unione), non poteva interpretare spot pubblicitari canadesi (in quanto poco comprensibile alle orecchie dei canadesi, abituati all'Inglese Britannico), cosicché qualcuno gli suggerì di ingaggiare un agente a Seattle. Seguendo quel consiglio riuscì ad ottenere dei lavori come volto in alcune pubblicità, ottenendo un buon riscontro. Quando si tenne il casting per l'episodio pilota di Twin Peaks il suo agente lo mandò all'audizione dove incontrò il creatore della serie David Lynch dove, invece di recitare, scambiò solo frasi di cortesia. David Lynch ne rimase colpito e iniziò a scritturarlo per diversi ruoli, dove Davis dimostrò di avere un buon rapporto con gli altri attori. Lavorò tre giorni sull'episodio pilota de I segreti di Twin Peaks per poi esser parte integrante della serie. "Quello fu il colpo più fortunato che avessi potuto avere." ammise David, "Ci sono almeno una dozzina di persone che hanno lavorato con me a quella serie e siamo ancora amici. È stata un'esperienza che mi ha cambiato la vita".
Nella serie televisiva MacGyver, Davis fu lo stuntman e la controfigura di Dana Elcar apparendo anche in due episodi di MacGyver, in ognuno con un personaggio diverso. La sua prima apparizione fu quella del conducente di una autobetoniera nell'episodio La rapina sventata mentre la seconda fu nei panni del bracconiere Wyatt Porter in Un vecchio amore. Ha anche interpretato la parte del padre di Dana Scully nella serie X-Files, sempre nei panni di un militare di alto grado pluridecorato, in questo caso un capitano della marina. Il pubblico canadese prese familiarità con Davis grazie alla sua partecipazione in uno dei famosi Heritage Minutes, nel quale interpretava un arrogante cercatore d'oro americano che puntava le sue pistole su "Montie" Sam Steele. Tra i ruoli che ha interpretato c'è anche il ruolo del manager Racine Belles nel film Ragazze vincenti e nel ruolo di Mr. McCallum nell'episodio pilota della serie televisiva Psych.
Tuttavia, indubbiamente il ruolo che più lo distinse nella sua carriera, come già menzionato, fu la sua interpretazione del generale George Hammond, presso la serie televisiva di Stargate SG-1. Inizialmente, però Davis era riluttante ad interpretare il ruolo, in quanto, sebbene lo stesso Richard Dean Anderson (l'attore che interpretava il Colonnello Jack O'Neill nella serie, che Davis aveva conosciuto nella precedente serie di MacGyver, dove Anderson svolgeva il ruolo di protagonista), l'avesse presentato alla produzione, in origine il personaggio del Generale Hammond, era stato ideato per rappresentare lo stereotipo del militare inflessibile e quasi indifferente della sorte dei suoi soldati, entrando spesso in contrapposizione con il personaggio di O'Neill. Davis tuttavia riteneva il personaggio non solo poco credibile, ma anche poco rappresentativo della vita militare, che Davis avendo precedente servito in Corea, conosceva bene e soprattutto sapeva quanto poco realistico il personaggio di Hammond sarebbe diventato con un simile atteggiamento presso una base militare adibita a "linea del fronte" (come praticamente appariva il Comando Stargate nella serie omonima). Infatti, Davis sosteneva che in simili circostanze è necessario che l'ufficiale in carica sia in grado di gestire efficientemente le sue risorse, evitando conflitti con il personale della base, altrimenti ciò risulterebbe in un calo di morale (quello che nel gergo militare si chiama lo spirito del corpo, inteso come la solidarietà tra i membri di una stessa unità, necessario per mantenere l'efficienza e le capacità dell'unità stessa), che specialmente nel contesto fittizio, ma potenzialmente pericoloso della serie (la minaccia aliena dei Goa'uld, ecc.), sarebbe stato praticamente auto-distruttivo. Davis perciò insistette in una serie di modifiche del personaggio, se volevano che lui ne assumesse il ruolo, rendendo il Generale Hammond un personaggio più umano, certo sempre autoritario nei limiti della gerarchia militare, ma aperto a compromessi con membri della sua unità. Effettivamente, tali modifiche resero il personaggio di Hammond non solo molto più realistico, ma anche molto popolare nei fan della serie, tant'è che l'episodio 15 della 4ª stagione, Reazione a catena, che era stato inizialmente scritto, prima delle modifiche di Davis, con l'intenzione di presentare Hammond come un incompetente, che dopo una missione finita male soffriva una crisi isterica ed una successiva corte marziale per avere causato indirettamente la morte di diversi soldati, venne radicalmente cambiato anche su suggerimento di Davis, che durante la serie offrì inoltre la sua esperienza nell'esercito, come consigliere per la produzione e gli scenari della base. Davis però abbandonò il suo ruolo presso il cast fisso della serie dopo la 7ª stagione, a seguito dell'insorgere di alcuni problemi al cuore, anche se continuò a partecipare alla produzione in diverse apparizioni minori del suo personaggio, inclusa la sua apparizione nell'ultimo film della serie Stargate: Continuum, film che concludeva definitivamente la serie di Stargate SG-1 e che tristemente fu anche la sua ultima apparizione sullo schermo, in quanto Davis morì di un attacco cardiaco un mese prima del rilascio del film, avendo però già concluso le scene del suo personaggio durante la produzione.

## Morte
Davis, che viveva a Gibson, in Canada, è morto il 29 giugno 2008 per un attacco di cuore. Gli sceneggiatori di Stargate Atlantis gli resero omaggio menzionando la morte del suo personaggio, nello stesso modo e dando il suo nome a una nave stellare, nell'episodio finale di Stargate Atlantis intitolato Il nemico è alle porte che negli Stati Uniti andò in onda il 9 gennaio 2009. A lui fu anche dato onore nell'ottobre 2009 con l'apparizione della nave stellare Hammond nell'episodio pilota di Stargate Universe. Per pura casualità, nell'episodio 16 della quarta stagione di Stargate SG-1 intitolato 2010 (un episodio ambientato nel futuro che negli Stati Uniti andò in onda per la prima volta nel gennaio 2001), si afferma che il Generale Hammond era morto per un attacco di cuore. Una cosa simile è accaduta anche in X-Files quando in un episodio Dana Scully riceve una telefonata dalla madre in cui le viene rivelato che il papà è morto per un attacco coronarico.
Dopo i funerali, la salma di Davis è stata cremata.

## Vita privata
Davis sposò in seconde nozze Ruby Fleming nel 2003, aveva avuto già un figlio dal primo matrimonio. Oltre ad essere stato un attore, è stato anche un artista, trascorrendo molto del suo tempo libero praticando la pittura e l'intaglio. Davis è cresciuto con la pittura, la scultura e il disegno. Continuò ad esercitarsi in queste arti per tutta la vita, incrementando i suoi guadagni con ciò che derivava da consulenze di design e vendite di oggetti artistici. Nei commenti del DVD per l'episodio Rivelazioni di Stargate SG-1 affermò di aver intagliato la scultura in legno dello "Cigar store Indian" e di averla venduta al parco a tema "Silver Dollar City" di Branson (Missouri). Nella stessa occasione affermò anche che il suo dottorato di ricerca era in "teoria drammatica e in critica".

## Filmografia

### Attore

#### Cinema
- Il viaggio di Natty Gann (The Journey of Natty Gann), regia di Jeremy Kagan (1985)
- Malone - Un killer all'inferno (Malone), regia di Harley Cokeliss (1987)
- Sorveglianza... speciale (Stakeout), regia di John Badham (1987)
- Alterazione genetica (Watchers), regia di Jon Hess (1988)
- Tramonto di un eroe (Beyond the Stars), regia di David Saperstein (1989)
- Senti chi parla (Look Who's Talking), regia di Amy Heckerling (1989)
- Aspettando la luce (Waiting for the Light), regia di Christopher Monger (1990)
- Uomini al passo (Cadence), regia di Martin Sheen (1990)
- Senti chi parla 2 (Look Who's Talking Too), regia di Amy Heckerling (1990)
- Chain Dance - Sotto massima sicurezza (Chaindance), regia di Allan A. Goldstein (1991)
- Vediamoci stasera... porta il morto (Mystery Date), regia di Jonathan Wacks (1991)
- Hook - Capitan Uncino (Hook), regia di Steven Spielberg (1991)
- Poliziotto in blue jeans (Kuffs), regia di Bruce A. Evans (1992)
- Fuoco cammina con me (Twin Peaks: Fire Walk with Me), regia di David Lynch (1992)
- Ragazze vincenti (A League of Their Own), regia di Penny Marshall (1992)
- Eroe per caso (Hero), regia di Stephen Frears (1992)
- Cliffhanger - L'ultima sfida (Cliffhanger), regia di Renny Harlin (1993)
- Cose preziose (Needful Things), regia di Fraser Clarke Heston (1993)
- Max, regia di Charles Wilkinson (1994)
- Premonizioni (Hideaway), regia di Brett Leonard (1995)
- The Fan - Il mito (The Fan), regia di Tony Scott (1996)
- Alaska, regia di Fraser Clarke Heston (1996)
- Con Air, regia di Simon West (1997)
- Suspicious River, regia di Lynne Stopkewich (2000)
- Campioni di razza (Best in Show), regia di Christopher Guest (2000)
- Il sesto giorno (The 6th Day), regia di Roger Spottiswoode (2000)
- The Artist's Circle, regia di Bruce Marchfelder - cortometraggio (2000)
- Deadly Little Secrets, regia di Fiona Mackenzie (2002)
- Miracle, regia di Gavin O'Connor (2004)
- Savage Island, regia di Jeffery Scott Lando (2004)
- Passing Darkness, regia di Kenneth Mader - cortometraggio (2005)
- The Still Life, regia di Joel Miller (2006)
- Seed, regia di Uwe Boll (2007)
- Beneath, regia di Dagen Merrill (2007)
- Far Cry, regia di Uwe Boll (2008)
- The Uninvited, regia di Charles Guard e Thomas Guard (2009)
- Woodshop, regia di Peter Coggan (2010)
- Twin Peaks: The Missing Pieces, regia di David Lynch (2014)

#### Televisione
- Danger Bay – serie TV, episodio 1x06 (1985)
- Disneyland – serie TV, episodi 30x9-31x02 (1986)
- Spot Marks the X, regia di Mark Rosman – film TV (1986)
- Week-end di morte (That Secret Sunday), regia di Richard Colla – film TV (1986)
- L'ossessione che uccide (Deadly Deception), regia di John Llewellyn Moxey – film TV (1987)
- Costretto al silenzio (Sworn to Silence), regia di Peter Levin – film TV (1987)
- The New Adventures of Beans Baxter – serie TV, episodio 1x09 (1987)
- Body of Evidence, regia di Roy Campanella II – film TV (1988)
- MacGyver – serie TV, episodi 3x10-3x19 (1987-1988)
- L'allegra banda di Nick (The Beachcombers) – serie TV, episodio 17x03 (1989)
- Oltre la legge - L'informatore (Wiseguy) – serie TV, episodio 2x11 (1989)
- Bordertown – serie TV, episodio 1x07 (1989)
- Crimini misteriosi (Unsub) – serie TV, episodio 1x08 (1989)
- Matinee, regia di Richard Martin – film TV (1989)
- Top of the Hill – serie TV, episodio 1x01 (1989)
- La signora dimenticata (The Lady Forgets), regia di Bradford May – film TV (1989)
- Rescue Force, regia di Charles Nizet – film TV (1990)
- L.A. Law - Avvocati a Los Angeles (L.A. Law) – serie TV, episodio 4x16 (1990)
- Booker – serie TV, episodi 1x07-1x20 (1989-1990)
- Omicidio nell'ombra (Memories of Murder), regia di Robert Michael Lewis (1990)
- I quattro della scuola di polizia (21 Jump Street) – serie TV, 6 episodi (1987-1991)
- Blood River - La vendetta corre sul fiume (Blood River), regia di Mel Damski – film TV (1991)
- Monkey House – serie TV, episodio 1x03 (1991)
- Omen IV - Presagio infernale (Omen IV: The Awakening), regia di Jorge Montesi e Dominique Othenin-Girard – film TV (1991)
- I segreti di Twin Peaks (Twin Peaks) – serie TV, 16 episodi (1989-1991)
- Broken Badges – miniserie TV, 4 episodi (1990-1991)
- Cento ore di terrore (Captive), regia di Michael Tuchner – film TV (1991)
- The Gambler Returns: The Luck of the Draw, regia di Dick Lowry – film TV (1991)
- Modella per un giorno (Posing: Inspired by Three Real Stories), regia di Steve Stafford – film TV (1991)
- Nightmare Cafe – serie TV, episodio 1x06 (1992)
- California (Knots Landing) – serie TV, episodio 13x22 (1992)
- Un caso ancora aperto (Calendar Girl, Cop, Killer? The Bambi Bembenek Story), regia di Jerry London – film TV (1992)
- Screen One – serie TV, episodio 4x02 (1992)
- Colombo (Columbo) – serie TV, episodio 10x06 (1992)
- Catastrofe in mare - Il disastro della Exxon Valdez (Dead Ahead: The Exxon Valdez Disaster), regia di Paul Seed – film TV (1992)
- Street Justice – serie TV, episodio 2x15 (1993)
- Miracle on Interstate 880, regia di Robert Iscove – film TV (1993)
- Processo a una madre (Without a Kiss Goodbye), regia di Noel Nosseck – film TV (1993)
- Appello finale (Final Appeal), regia di Eric Till – film TV (1993)
- Highlander – serie TV, episodio 2x07 (1993)
- Birdland – serie TV, episodio 1x05 (1994)
- Cobra Investigazioni (Cobra) – serie TV, episodio 1x18 (1994)
- One More Mountain, regia di Dick Lowry – film TV (1994)
- Un medico tra gli orsi (Northern Exposure) – serie TV, episodio 5x23 (1994)
- The Diary of Evelyn Lau, regia di Sturla Gunnarsson – film TV (1994)
- M.A.N.T.I.S. – serie TV, episodio 1x02 (1994)
- Inferno bianco (Avalanche), regia di Paul Shapiro – film TV (1994)
- X-Files (The X Files) – serie TV, episodi 1x13-2x08 (1994)
- Il figlio che non conosco (Someone Else's Child), regia di John Power – film TV (1994)
- Dietro il silenzio di mio figlio (A Family Divided), regia di Donald Wrye – film TV (1995)
- Marshal (The Marshal) – serie TV, episodio 1x01 (1995)
- La divisa strappata (She Stood Alone: The Tailhook Scandal), regia di Larry Shaw – film TV (1995)
- Uno squarcio nel cielo (The Ranger, the Cook and a Hole in the Sky), regia di John Kent Harrison – film TV (1995)
- The Black Fox - Gli ostaggi (Black Fox), regia di Steven Hilliard Stern – film TV (1995)
- The Black Fox - Il prezzo della pace (Black Fox: The Price of Peace), regia di Steven Hilliard Stern – film TV (1995)
- Oltre i limiti (The Outer Limits) – serie TV, episodi 1x08-1x21 (1995)
- Kidz in the Wood, regia di Neal Israel – film TV (1995)
- Rivali in amore (Beauty's Revenge), regia di William A. Graham – film TV (1995)
- A Dream Is a Wish Your Heart Makes: The Annette Funicello Story, regia di Bill Corcoran – film TV (1995)
- Shadow of a Doubt, regia di Brian Dennehy – film TV (1995)
- Brothers of the Frontier, regia di Mark Sobel – film TV (1996)
- Profit – serie TV, episodi 1x01-1x02 (1996)
- The Limbic Region, regia di Michael Pattinson – film TV (1996)
- Poltergeist (Poltergeist: The Legacy) – serie TV, episodi 1x18 (1996)
- Scambio di identità (The Prisoner of Zenda, Inc.), regia di Stefan Scaini – film TV (1996)
- A sangue freddo (In Cold Blood) – miniserie TV, episodi 1x01-1x02 (1996)
- Viper – serie TV, episodio 2x10 (1996)
- The Angel of Pennsylvania Avenue, regia di Robert Ellis Miller – film TV (1996)
- Madison – serie TV, 7 episodi (1994-1996)
- Volcano - Senza via di scampo (Volcano: Fire on the Mountain), regia di Graeme Campbell – film TV (1997)
- Dad's Week Off, regia di Neal Israel – film TV (1997)
- L'ultimo anello dell'inganno (The Stepsister), regia di Charles Correll – film TV (1997)
- Un cliente pericoloso (Tricks), regia di Kenneth Fink – film TV (1997)
- Sentinel (The Sentinel) – serie TV, episodio 3x19 (1998)
- The Escape, regia di Stuart Gillard – film TV (1998)
- Tesoro, mi si sono ristretti i ragazzi (Honey, I Shrunk the Kids: The TV Show) – serie TV, episodio 1x22 (1998)
- Atomic Train - Disastro ad alta velocità (Atomic Train) – miniserie TV, puntate 1x01-1x02 (1999)
- Hostage Negotiator, regia di Keoni Waxman – film TV (2001)
- The Chris Isaak Show – serie TV, episodio 2x12 (2002)
- Just Cause – serie TV, episodi 1x01-1x02 (2002)
- The Twilight Zone – serie TV, episodio 1x32 (2003)
- Amerika - Un paese sotto scacco (Meltdown), regia di Jeremiah S. Chechik – film TV (2004)
- Stargate Atlantis (Stargate: Atlantis) – serie TV, episodio 1x08 (2004)
- Andromeda – serie TV, episodio 5x05 (2004)
- NCIS - Unità anticrimine (NCIS: Naval Criminal Investigative Service) – serie TV, episodio 2x10 (2004)
- West Wing - Tutti gli uomini del Presidente (The West Wing) – serie TV, episodio 6x20 (2005)
- Child of Mine, regia di Jamie Payne – film TV (2005)
- The Dead Zone – serie TV, episodi 4x08-4x11-5x01 (2005-2006)
- Psych – serie TV, episodio 1x01 (2006)
- Stargate SG-1 – serie TV, 160 episodi (1997-2007)
- Supernatural – serie TV, episodio 3x04 (2007)
- Lochness - Il risveglio del mostro (Beyond Loch Ness), regia di Paul Ziller – film TV (2008)
- The Unquiet, regia di Bill Corcoran – film TV (2008)
- Flash Gordon – serie TV, episodi 1x10-1x20 (2007-2008)
- The Guard – serie TV, episodio 1x04 (2008)
- Burn Up – miniserie TV, episodio 1x02 (2008)
- Stargate: Continuum, regia di Martin Wood – film TV (2008)
- Vipers, regia di Bill Corcoran – film TV (2008)
- Figlia a sorpresa (To Love and Die), regia di Mark Piznarski – film TV (2008)
- Il demone dei ghiacci (Wyvern), regia di Steven R. Monroe – film TV (2009)
- Stargate SG-1: I figli degli dei - Final Cut, regia di Mario Azzopardi – film TV (2009)

## Doppiatori italiani
Nelle versioni in italiano delle opere in cui ha recitato, Don S. Davis è stato doppiato da:
- Angelo Nicotra in Stargate SG-1, Stargate Atlantis, Stargate Continuum, Stargate SG-1: I figli degli dei - Final Cut
- Pietro Biondi in Colombo, Miracle
- Paolo Lombardi in Alaska, A sangue freddo
- Giulio Platone in Tramonto di un eroe
- Sergio Matteucci ne I segreti di Twin Peaks
- Sergio Tedesco in Nightmare Cafe
- Saverio Indrio in Catastrofe in mare - Il disastro della Exxon Valdez
- Giorgio Gusso in X-Files
- Renato Mori in Eroe per caso
- Vittorio Amandola in Cose preziose
- Enzo Avolio in Psych
- Paolo Buglioni in NCIS - Unità anticrimine
- Dario Penne in Seed
- Alessandro Ballico in Far Cry
- Massimo Milazzo in Supernatural